# Silli-Adad

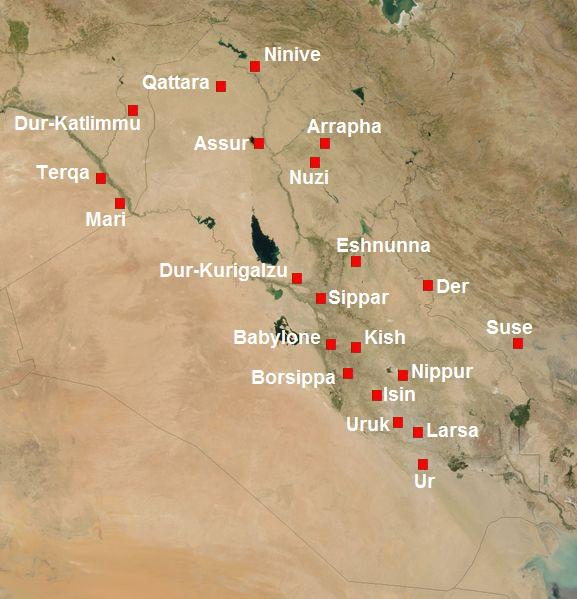
Mapa południowej Mezopotamii z zaznaczonym miastem Larsa.

Silli-Adad (akad. Șilli-Adad, tłum. „Cieniem/ochroną jest bóg Adad”) – król Larsy, panujący w latach 1835–1834 p.n.e. Ostatni władca ze starej dynastii z Larsy, usunięty z tronu przez Kudur-Mabuka, przywódcę amoryckiego plemienia Emutbal, który na tronie Larsy osadził swego syna Warad-Sina. 